# Oxidercia acripennis
Oxidercia acripennis är en fjärilsart som beskrevs av Felder 1874. Oxidercia acripennis ingår i släktet Oxidercia och familjen nattflyn. Inga underarter finns listade i Catalogue of Life.